# Gråhund
Der Gråhund war eine von der FCI anerkannte schwedische Hunderasse (ehemals Gruppe 5, Sektion 2, Standard-Nr. 112). Die Rasse wurde 1981 von der FCI aus ihren Listen gestrichen und wird seither unter dem neuen Namen Norwegischer Elchhund grau mit der Standard-Nummer 242 als norwegische Hunderasse geführt.

## Beschreibung
Der Gråhund war ein typischer Vertreter der nordischen Jagdhunde vom Spitztyp. Sein Körperbau war quadratisch, seine Rute geringelt. Das Fell war grau in verschiedenen Schattierungen, wobei Brust, Hals, Bauch und Läufe eher hell, Ohren, Rücken und Schnauze eher dunkel zu sein hatten. Die Unterwolle sollte rein grau sein, Deckhaare sollten dagegen schwarze Spitzen haben. Sein Charakter wird als gutmütig, herzlich, folgsam und ruhig beschrieben.

## Verwendung
Der Gråhund war ursprünglich ein Jagdhund für die Jagd auf Elche, Hirsche, Luchse und Bären, der seine Beute in schwierigem Gelände auch über weite Strecken verfolgen konnte, später auch Begleit- und Familienhund.